# Teletón 2024 (Chile)
La Teletón 2024 fue la trigésima quinta versión de la campaña solidaria realizada en Chile, la cual buscó recaudar fondos para la rehabilitación médica de personas con discapacidad física y el mantenimiento operativo de los Institutos de Rehabilitación que la Fundación Teletón opera en el país, y se prolongó por alrededor de casi 28 horas. El eslogan o lema oficial para la XXXV edición es «Juntos, todos los días».
El evento televisivo se realizó los días 8 y 9 de noviembre de 2024, siendo la tercera ocasión consecutiva en que se desarrolle a principios de dicho mes.
La Fundación Teletón, en atención a la transparencia y a la efectiva inversión del total recaudado, al derecho a la salud garantizado en atención a la Convención internacional sobre los derechos de las personas con discapacidad,  así como en su condición de organización no gubernamental colaboradora del Estado de Chile, se ha comprometido públicamente a que más de un 80% del total de las inversiones de lo recaudado en la XXXV edición de la Teletón sea invertido durante el periodo 2024-2025 en sus institutos y en las atenciones médicas ofrecidas a sus pacientes, así como en otras inversiones como la construcción de Institutos de Rehabilitación en diversas ciudades de Chile.
Además fue la tercera Teletón sin la presencia de Mario Kreutzberger "Don Francisco" como el líder principal de la cruzada solidaria (estando presente solo en algunos momentos del evento, pero manteniendo su segunda línea), para darle nuevamente el paso a las nuevas generaciones.
Paralelamente en los mismos días, se realizaron los eventos de las teletones de Brasil y Uruguay.

## Campaña
El primer anuncio oficial por parte de la Fundación Teletón acerca de la campaña 2024 se realizó el día 9 de abril en una actividad desarrollada en el Instituto de Rehabilitación de Santiago, en la cual se anunció la fecha de realización del evento televisivo. En esta actividad participaron miembros del directorio y profesionales de la fundación, además de autoridades, rostros televisivos y empresarios.El lanzamiento de la campaña, la presentación del Himno oficial y el embajador de la campaña se realizó el 8 de agosto de 2024. Chris Lindsay Doren fue presentado por la organización como embajador de la campaña para la XXXV edición.La presentación de la parrilla de artistas completa del evento, los bloques de la transmisión televisiva y sus respectivos contenidos, fue realizada el 22 de octubre.

### Recinto de cierre del evento
Originalmente se tenía planificado el retorno del show de cierre del evento televisivo al Estadio Nacional, recinto que no pudo albergar el cierre de la campaña anterior debido a la realización de los Juegos Panamericanos y Parapanamericanos en Santiago. Sin embargo, debido a las buenas evaluaciones que recibió el cierre del evento de 2023 en el Anfiteatro de la Quinta Vergara, en la ciudad de Viña del Mar, dicho recinto también fue considerado. La organización del evento envió una encuesta a los miembros de su espacio digital Comunidad Teletón con el fin de priorizar uno de los dos recintos, la cual finalizó con un empate técnico entre ambas opciones. El 7 de agosto se confirmó mediante un comunicado que por segunda vez consecutiva el cierre será en la Quinta Vergara, después del éxito del cierre de la campaña anterior en este mismo lugar.

### Otros
El 8 de noviembre durante la mañana se realizó la tradicional Matinatón, donde los conductores de los diferentes programas matinales y de canales asociados a Anatel se reunían en cadena nacional junto con Don Francisco. Este año la reunión fue en los estudios de Contigo en la mañana.
Por tercer año consecutivo, se realizó la transmisión de la Digitón, evento paralelo digital enfocado para el público juvenil, transmitido vía Twitch y conducido por streamers y figuras digitales y juveniles.

### Gira Teletón
La gira comenzó el 15 de octubre y fue transmitido vía streaming por el sitio web de la Teletón y también por las plataformas Twitch e Instagram. En su tramo norte, se desarrolló actos en las ciudades de:
- Arica: 15 de octubre
- Iquique: 16 de octubre
- Antofagasta: 17 de octubre
- Copiapó: 18 de octubre
- Ovalle: 19 de octubre
- La Serena: 19 de octubre

Tras un breve descanso, la delegación retornó su periplo hacia el sur en el llamado «tren de la solidaridad». El tramo comprendió las siguientes ciudades:
- Rancagua: 29 de octubre
- Talca: 29 de octubre
- San Carlos: 30 de octubre
- Concepción: 30 de octubre
- Angol: 31 de octubre
- Temuco: 31 de octubre
- Villarrica: 1 de noviembre
- Valdivia: 1 de noviembre
- Osorno: 2 de noviembre
- Puerto Montt: 2 de noviembre

## Transmisión
La transmisión del evento fue realizada en conjunto por todos los canales de televisión agrupados en Asociación Nacional de Televisión (ANATEL), incorporándose también algunas de sus señales secundarias. La XXXV edición fue emitida también por los canales regionales agrupados en la Asociación Regional de Canales de Televisión (ARCATEL), además de algunos canales independientes.
- Telecanal
- La Red
- TV+
- UCV TV
- TVN
- TV Chile
- Mega
- Mega 2
- Chilevisión
- UChile TV
- Canal 13

Además, por primera vez se unieron las plataformas digitales de Chile a la transmisión del evento, como es el caso de TVN Play, 13 GO, Mega GO y Mi CHV.

### Radios
| El evento fue transmitido de manera total o parcial por radiodifusoras asociadas en la Asociación de Radiodifusores de Chile (Archi): - Radio Agricultura - Radio Cooperativa - Radio Portales de Santiago - Play FM - Sonar FM - Tele13 Radio - Radio Vacaciones - Radio Carnaval - Radio El Conquistador - Digital FM - Radio Las Nieves - Radio Maipú - Radio Festival | Asimismo, emisoras que no son afiliadas a la Asociación de Radiodifusores de Chile, se han adherido al evento: - ADN Radio Chile - Radio Bío-Bío - Radioactiva - Radio Carolina - Radio La Clave - Radio Concierto - Los 40 - Disney Chile - Radio Imagina - Radio Pudahuel - Rock & Pop - Radio Azúcar - FM Tiempo - 13c Radio - Radio Dulce FM - Positiva FM - La Metro FM (sólo apertura y cierre) |

## Programación
La programación de la XXXV edición se dividió en seis bloques (sin considerar los espacios informativos, programas de divulgación cultural o conexiones directas con la programación local de cada emisora asociada), los cuales han sido emitidos en televisión de libre recepción a través de las emisoras afiliadas a ANATEL y ARCATEL.
| Fecha y horario                                  | Bloque | Contenido y presentaciones artísticas |
| ------------------------------------------------ | --- | --- |
| 22:00 (8 de noviembre) - 02:40 (9 de noviembre)  | Juntos | Bloque inicial, emitido desde el Teatro Teletón (Santiago de Chile). Discursos inaugurales a cargo del presentador Don Francisco y el presidente de la República, Gabriel Boric Font. Actuaciones musicales/artísticas: - Emmanuel y Mijares - Entremares - Luis Slimming - Kidd Voodoo |
| 02:40 - 07:00 (9 de noviembre)                   | Madrugatón | Bloque enfocado en humor y entretención. Se presentó una competencia de lip sync entre personalidades de la televisión y el espectáculo, en la que el ganador fue elegido mediante votación digital por parte de los espectadores: - José Antonio Neme como Chayanne - Camila Andrade como Christina Aguilera - Javiera Contador y Fernando Larraín como Pimpinela (ganadores) - María José López como Karol G Actuaciones musicales/artísticas: - Axé Bahía y Porto Seguro - Detrás del Muro - Lady Garfia - Fran Maira - Amerika'n Sound |
| 07:00 - 13:30 (9 de noviembre)                   | Mañanatón | Enlaces a diversas actividades relacionadas con la campaña, entre ellas la apertura de las sucursales del Banco de Chile, Desayunatón desde La Florida con Don Francisco y Juan Pablo Queraltó, corrida Banco de Chile-Visa desde el Parque O'Higgins y la Mascotatón desde el Parque Araucano. Actuaciones musicales/artísticas: - La Granja de Zenón - Sinergia Kids y Tía Pucherito - Matt Hunter - Jean Paul Olhaberry |
| 13:30 - 14:00 (9 de noviembre)                   | Noticias Teletón | Informativo producido por las emisoras de ANATEL adheridas al evento y presentado por Nilse Silva (Canal 13), Soledad Agüero (Chilevisión), Sabrina Kennard (Mega) y Josefa Bustos (TVN), emitido desde los estudios de Mega. |
| 14:00 - 17:30 (9 de noviembre)                   | Tardetón | Actuaciones musicales/artísticas: - Johnatha Bastos (junto a Jean Philippe Cretton y Álvaro Paci). - Karla Melo - Luis Fonsi - La Mosca Tsé-Tsé |
| 17:30 - 20:53 (9 de noviembre)                   | Todos los días | Actuaciones musicales/artísticas: - Gino Mella y Jairo Vera - Luis Jara - Valentín Trujillo y niños del coro de San Joaquín. El evento finalizó con la entrega del último cómputo a las 20:49 horas, el cual fue de $ 20 347 468 300, siendo la primera vez en la historia del evento en que logra superar la barrera de los 20 mil millones 11 minutos antes de las 21:00 horas. |
| 20:53 - 21:59 (9 de noviembre)                   | Bloque de exhibición de programas culturales conforme a disposiciones legales vigentes del Consejo Nacional de Televisión y/o conexión con la programación local e informativos locales de cada emisora asociada | Bloque de exhibición de programas culturales conforme a disposiciones legales vigentes del Consejo Nacional de Televisión y/o conexión con la programación local e informativos locales de cada emisora asociada |
| 22:00 (9 de noviembre) - 02:00 (10 de noviembre) | Cierre Teletón | Bloque final, desde el Anfiteatro de la Quinta Vergara (Viña del Mar). Actuaciones musicales/artísticas: - Il Volo - Álex Ubago - La Combo Tortuga, Kidd Voodoo, Pablito Pesadilla y Leo Muena (Himno de la XXXV edición) - Myriam Hernández - Justin Quiles - Illapu - David Bisbal - Stefan Kramer - Ilegales - Karen Paola, Consuelo Schuster, Princesa Alba y Mylenka Budrovich (Musical "Y dale alegria a mi corazon") - Cris MJ - Pailita - La Combo Tortuga                                                                         |

A través de plataformas digitales y de señales secundarias y/o informativas de los canales afiliados a ANATEL, las actividades paralelas a la transmisión televisiva fueron difundidas y exhibidas durante la jornada.

## Participantes
| Los artistas y humoristas participantes en esta edición son: - Myriam Hernández - Luis Slimming - Emmanuel - Mijares - Justin Quiles - Luis Fonsi - Cris MJ - Stefan Kramer - David Bisbal - Il Volo - Sonora Palacios - Sonora de Tommy Rey - Illapu - La Combo Tortuga - Álex Ubago - Ilegales - Detrás del Muro - Entremares - Kidd Voodoo - Axé Bahía - Porto Seguro - Fran Maira - Amerika'n Sound - La Granja de Zenón - Sinergia Kids - Tía Pucherito - Matt Hunter - Jean Paul Olhaberry - Karla Melo - La Mosca Tsé-Tsé - Gino Mella - Jairo Vera - Luis Jara - Valentín Trujillo - Coro de San Joaquín - Pablito Pesadilla - Leo Muena - Pailita - Lady Garfia - Johnatha Bastos - Karen Paola - Consuelo Schuster - Princesa Alba | Los canales afiliados a ANATEL dieron a conocer en el mes de agosto el listado de presentadores que estarán presentes en la XXXV edición: - Don Francisco - Rafael Araneda - Angélica Castro - Millaray Viera | - Francisca Crovetto - Fernando González - Jorge Gómez "Pelotazo" - Katherinne Wollermann - Ignacia Antonia - Rosario Bravo - Nicolás Massú - Alberto Abarza - Pamela Leiva - Yasmani Acosta - Mauricio Pinilla - Paloma Mami - Agustín Maluenda "Pastelito" - Gino Costa - Joseph Rivas Los rostros confirmados para la transmisión digital son: - Joseph Rivas Chico Electrico - Catalina Salazar (iCata) - Daniela Urrizola - Matías Vega - Tati Fernández - Oliver Bonner - Francisca Merino - Ernesto Díaz Correa - Matilde Burgos - Alfonso Concha - Roberto Cox - Eduardo de la Iglesia - Carlos López - Darynka Marčić - Iván Núñez - Ramón Ulloa - Florencia Vial |

## Recaudación

### Cómputos parciales
| Fecha           | Hora            | Monto en pesos   | % Meta  | Monto en dólares | Monto en euros |
| --------------- | --------------- | ---------------- | ------- | ---------------- | -------------- |
| 8 de noviembre  | 22:33           | $ 721 920        | < 0,01% | $ 759            | 703 €          |
| 9 de noviembre  | 01:26           | $ 3 201 847 094  | 8,42%   | $ 3 366 857      | 3 117 700 €    |
| 9 de noviembre  | 04:21           | $ 3 814 425 648  | 10,03%  | $ 4 011 005      | 3 714 180 €    |
| 9 de noviembre  | 06:58           | $ 4 001 431 592  | 10,52%  | $ 4 207 648      | 3 896 271 €    |
| 9 de noviembre  | 09:26           | $ 4 581 429 813  | 12,04%  | $ 4 817 537      | 4 461 027 €    |
| 9 de noviembre  | 11:13           | $ 5 750 182 227  | 15,11%  | $ 6 046 522      | 5 599 064 €    |
| 9 de noviembre  | 12:49           | $ 6 326 871 270  | 16,63%  | $ 6 652 931      | 6 160 597 €    |
| 9 de noviembre  | 15:43           | $ 7 655 002 512  | 20,12%  | $ 8 049 509      | 7 453 824 €    |
| 9 de noviembre  | 16:37           | $ 8 944 148 757  | 23,51%  | $ 9 405 092      | 8 709 090 €    |
| 9 de noviembre  | 18:03           | $ 12 345 099 516 | 32,45%  | $ 12 981 314     | 12 020 662 €   |
| 9 de noviembre  | 19:32           | $ 15 031 224 039 | 39,51%  | $ 15 805 870     | 14 636 193 €   |
| 9 de noviembre  | 20:49           | $ 20 347 468 300 | 53,48%  | $ 21 396 091     | 19 812 723 €   |
| 9 de noviembre  | 22:27           | $ 22 447 746 960 | 59,00%  | $ 23 604 609     | 21 857 805 €   |
| 9 de noviembre  | 22:52           | $ 26 251 900 260 | 69,00%  | $ 27 604 812     | 25 561 982 €   |
| 10 de noviembre | 00:08           | $ 33 066 272 048 | 86,91%  | $ 34 770 368     | 32 197 268 €   |
| 10 de noviembre | 01:09           | $ 37 552 617 944 | 98,71%  | $ 39 487 921     | 36 565 709 €   |
| 10 de noviembre | 01:49           | $ 40 502 617 946 | 106,46% | $ 42 589 951     | 39 438 181 €   |
| 11 de diciembre | 11 de diciembre | $ 47 437 062 872 | 124,68% | $ 49 881 768     | 46 190 384 €   |

### Aporte de marcas patrocinadoras
Durante la realización del evento, los patrocinadores de la campaña (catorce empresas, representadas por veintitrés marcas en total) entregaron los aportes indicados a continuación:
| Empresa           | Marca           | Giro                     | Monto en pesos         | Monto en dólares       | Monto en euros         |
| ----------------- | --------------- | ------------------------ | ---------------------- | ---------------------- | ---------------------- |
| Softys            | Babysec         | Pañales                  | $ 683 000              | $ 718 199              | 665 050 €              |
| Softys            | Confort         | Papel higiénico          | $ 683 000              | $ 718 199              | 665 050 €              |
| Banco de Chile    | Banco de Chile  | Banco                    | $ 1 800 000            | $ 1 892 764            | 1 752 695 €            |
| CCU               | Bilz y Pap Zero | Gaseosa                  | $ 1 258 929 845        | $ 1 323 810            | 1 225 844 €            |
| CCU               | Cachantún       | Agua mineral             | $ 1 258 929 845        | $ 1 323 810            | 1 225 844 €            |
| CCU               | Cristal         | Cerveza                  | $ 1 258 929 845        | $ 1 323 810            | 1 225 844 €            |
| CCU               | Watt's          | Néctar y jugo de frutas  | $ 1 258 929 845        | $ 1 323 810            | 1 225 844 €            |
| IANSA             | Cannes          | Alimento para perros     | $ 240 000              | $ 252 369              | 233 693 €              |
| IANSA             | IANSA           | Azúcar                   | $ 240 000              | $ 252 369              | 233 693 €              |
| IANSA             | IANSA Agro      | Legumbres                | $ 240 000              | $ 252 369              | 233 693 €              |
| IANSA             | IANSA Cero K    | Edulcorante              | $ 240 000              | $ 252 369              | 233 693 €              |
| ClaroVTR          | Claro           | Telecomunicaciones       | $ 460 177 803          | $ 483 893              | 448 084 €              |
| ClaroVTR          | VTR             | Telecomunicaciones       | $ 460 177 803          | $ 483 893              | 448 084 €              |
| Colun             | Colun           | Quesos y otros lácteos   | $ 314 300 000          | $ 330 498              | 306 040 €              |
| Copec             | Copec           | Gasolinera y Servicios   | $ 540 000              | $ 567 829              | 525 808 €              |
| LATAM Airlines    | LATAM           | Aerolínea                | Donación de servicios. | Donación de servicios. | Donación de servicios. |
| Ripley            | Ripley          | Tiendas por departamento | $ 225 886 521          | $ 237 528              | 219 950 €              |
| Empresas SB       | Salcobrand      | Farmacia                 | $ 314 860 000          | $ 331 087              | 306 585 €              |
| Soprole           | Soprole         | Leche y yogur            | $ 425 000              | $ 446 903              | 413 831 €              |
| Cambiaso Hermanos | Supremo         | Té                       | $ 430 000              | $ 452 160              | 418 699 €              |
| Cambiaso Hermanos | Superior        | Bolsa de aseo            | $ 430 000              | $ 452 160              | 418 699 €              |
| Agrosuper         | Super Pollo     | Productos avícolas       | $ 730 555 839          | $ 768 206              | 711 356 €              |
| SMU               | Unimarc         | Supermercado             | $ 1 405 000            | $ 1 477 408            | 1 368 076 €            |
| Total             | Total           | Total                    | $ 8 827 710 008        | $ 9 282 654            | 8 595 711 €            |

Los aportes de los patrocinadores están regulados conforme a lo indicado en la ley de la República N°19.885 y demás jurisprudencia vigente sobre la materia.